# هنداستند (ترانه)
«هنداستند» ترانه‌ای از رپر مراکشی-آمریکایی فرنچ مونتانا و رپر و خوانندهٔ آمریکایی دوجا کت به‌همراه رپر آمریکایی سوئیتی از چهارمین آلبوم استودیویی فرنچ مونتانا اونا امنیژا دارن می‌باشد که ترانه توسط رپرها، دریل کلمونس، کوین پرایس، ژاکایوز لو و هیت‌میکا نوشته شده‌است و توسط هیت‌میکا همراه‌با پو بیتز، گو گریزلی و لاندن جی تهیه شده‌است.